# La Verge de les Mercès
La Verge de les Mercès fou el primer drama romàntic escrit en català. El seu autor fou Manuel Angelon. S'estrenà l'any 1856 al Circ Barcelonès, amb la voluntat de competir amb els drames i comèdies que es representen en aquell moment en llengua castellana. L'obra narra una llegenda sobre la fundació de l'ordre de la Mercè a començaments del segle xiii.